# 翟伯恒
翟伯恒（1836年—1897年），字保之，号东泉。清朝政治人物。进士出身。
1873年，乡试中举。1874年，登进士二甲第五名，后改翰林院庶吉士，授翰林院编修。1883年，调任福建道监察御史，时值中法战争，其亲手开炮击毁法国46号鱼雷艇。之后，调任刑、礼、工三科给事中，分巡福建延建邵道。